# Grigol-Robakidse-Universität
Die Grigol-Robakidse-Universität (georgisch გრიგოლ რობაქიძის სახელობის უნივერსიტეტი) in Tiflis ist eine staatlich anerkannte Privatuniversität in Georgien. Sie bietet Studiengänge in Geistes- und Sozialwissenschaften, Betriebswirtschaftslehre, Rechtswissenschaft, Publizistik und Zahnmedizin an.

## Geschichte
Die Universität wurde 1992 unter dem Namen Alma Mater gegründet. 1994 öffnete sie sich Dozenten aus den USA und Deutschland. 1995 wurde sie in Grigol-Robakidse-Universität umbenannt. Namenspatron war der georgische Schriftsteller Grigol Robakidse, der von 1931 bis 1962 im Exil in Deutschland und der Schweiz lebte. Zwischen 2001 und 2003 beteiligte sie sich am EU-Hochschulprogramm TEMPUS/TACIS, was zu einem verstärkten Dozenten- und Studentenaustausch mit Westeuropa und zu einer Reform des Sprachunterrichts führte.

## Studiengänge
Die Universität bietet Bachelor-Studiengänge in Print- und Fernseh- und Rundfunkjournalismus, Public Relations, Anglistik, Germanistik, Rechtswissenschaft, europäische Rechtswissenschaft, Geschäfts- und Finanzdienstleistungen, internationale Betriebswirtschaft, Tourismusmanagement sowie öffentlicher Verwaltung an. Es können Master-Studiengänge in Anglistik, Fernseh- und Rundfunkjournalismus, öffentliche Verwaltung und politische Philosophie, Betriebswirtschaftslehre und Zahnmedizin belegt werden. Sie wurden nach europäischen und US-amerikanischen Vorbildern eingerichtet. Modell waren vor allem angelsächsische Universitäten, darunter die die University of Georgia, die Nottingham Trent University und die Fernuniversität Cambridge International College.

## Angeschlossene Einrichtungen
Zur Universität gehören ein Gymnasium, das ab Klasse 10 besucht werden kann, drei medizinische zahn- und kieferchirurgische Kliniken, zwei Forschungszentren und drei Forschungslabore. Die Universitätsbibliothek beherbergt 15.000 Bücher. Journalismus-Studenten steht ein Fernsehstudio für Übungszwecke zur Verfügung. Gelungene Programme werden auf einem angemieteten monatlichen Sendeplatz im Öffentlichen Rundfunk Georgiens ausgestrahlt.